# Chiara Melon
Chiara Melon (* 8. Oktober 1999 in Vigevano) ist eine italienische Sprinterin, die sich auf den 100-Meter-Lauf spezialisiert hat.

## Sportliche Laufbahn
Erste internationale Erfahrungen sammelte Chiara Melon im Jahr 2019, als sie bei den U23-Europameisterschaften in Gävle im 100-Meter-Lauf in der ersten Runde disqualifiziert wurde und mit der italienischen 4-mal-100-Meter-Staffel in 45,29 s den siebten Platz belegte. 2021 gelangte sie bei den U23-Europameisterschaften in Tallinn mit der Staffel erneut bis ins Finale, wurde dort aber disqualifiziert.
In den Jahren von 2019 bis 2021 wurde Melon italienische Meisterin in der 4-mal-100-Meter-Staffel.

## Persönliche Bestzeiten
- 100 Meter: 11,42 s (0,0 m/s), 23. Juni 2019 in Mondovi
  - 60 Meter (Halle): 7,41 s, 25. Januar 2020 in Magglingen
- 200 Meter: 23,65 s (+1,0 m/s), 18. Juli 2020 in Donnas